# Квалификације за Светско првенство у фудбалу 2018.
У квалификацијама за Светско првенство у фудбалу 2018. учествује 208 репрезентација из шест континенталних ФИФА конфедерација. Русија се као домаћин директно квалификовала, док ће се преостала 31 репрезентација (32 репрезентације ће учествовати на завршном турниру) квалификовати кроз квалификације. Први пут у историји у квалификацијама учествују све репрезентације признате од стране ФИФА.
Жреб за квалификације је одржан 25. јула 2015. године у палати Константиновски у Санкт Петербургу, али бројне утакмице су одигране и прије жријеба.
Квалификације су почеле утакмицом у Дилију, Источни Тимор 12. марта у склопу АФК квалификација, док је први гол у квалификацијама дао репрезентативац Источног Тимора Чикито до Кармо. Утакмице су игране и у КОНКАКАФ зони прије извлачења жријеба.

## Квалификоване репрезентације
| Репрезентација    | Квалификована као                     | Датум квалификације | Преглед учешћа на турнирима1, 2                                                                                             |
| ----------------- | ------------------------------------- | ------------------- | --- |
| Русија            | Домаћин                               | 2. децембар 2010.   | 10 (19583, 19623, 19663, 19703, 19823, 19863, 19903, 1994, 2002, 2014)                                                      |
| Бразил            | Победник у КОНМЕБОЛ групи             | 28. март 2017.      | 20 (1930, 1934, 1938, 1950, 1954, 1958, 1962, 1966, 1970, 1974, 1978, 1982, 1986, 1990, 1994, 1998, 2002, 2006, 2010, 2014) |
| Иран              | Победник АФК треће коло групе А       | 12. јун 2017.       | 4 (1978, 1998, 2006, 2014)                                                                                                  |
| Јапан             | Победник АФК треће коло групе Б       | 31. август 2017.    | 5 (1998, 2002, 2006, 2010, 2014)                                                                                            |
| Мексико           | Победник у КОНКАКАФ групи             | 1. септембар 2017.  | 15 (1930, 1950, 1954, 1958, 1962, 1966, 1970, 1978, 1986, 1994, 1998, 2002, 2006, 2010, 2014)                               |
| Белгија           | Победник УЕФА групе Х                 | 3. септембар 2017.  | 12 (1930, 1934, 1938, 1954, 1970, 1982, 1986, 1990, 1994, 1998, 2002, 2014)                                                 |
| Јужна Кореја      | Другопласирани АФК треће коло групе А | 5. септембар 2017.  | 9 (1954, 1986, 1990, 1994, 1998, 2002, 2006, 2010, 2014)                                                                    |
| Саудијска Арабија | Другопласирани АФК треће коло групе Б | 5. септембар 2017.  | 4 (1994, 1998, 2002, 2006)                                                                                                  |
| Немачка           | Победник УЕФА групе Ц                 | 5. октобар 2017.    | 18 (1934, 1938, 19544, 19584, 19624, 19664, 19704, 19744, 19784, 19824, 19864, 19904, 1994, 1998, 2002, 2006, 2010, 2014)   |
| Енглеска          | Победник УЕФА групе Ф                 | 5. октобар 2017.    | 14 (1950, 1954, 1958, 1962, 1966, 1970, 1982, 1986, 1990, 1998, 2002, 2006, 2010, 2014)                                     |
| Шпанија           | Победник УЕФА групе Г                 | 6. октобар 2017.    | 14 (1934, 1950, 1962, 1966, 1978, 1982, 1986, 1990, 1994, 1998, 2002, 2006, 2010, 2014)                                     |
| Нигерија          | Победник КАФ треће коло групе Б       | 7. октобар 2017.    | 5 (1994, 1998, 2002, 2010, 2014)                                                                                            |
| Костарика         | Другопласирани у КОНКАКАФ групи       | 7. октобар 2017.    | 4 (1990, 2002, 2006, 2014)                                                                                                  |
| Египат            | Победник КАФ треће коло групе Е       | 8. октобар 2017.    | 2 (1934, 1990) |
| Пољска            | Победник УЕФА групе Е                 | 8. октобар 2017.    | 7 (1938, 1974, 1978, 1982, 1986, 2002, 2006)                                                                                |
| Исланд            | Победник УЕФА групе И                 | 9. октобар 2017.    | 0 (дебитант) |
| Србија            | Победник УЕФА групе Д                 | 9. октобар 2017.    | 11 (19305, 19505, 19545, 19585, 19625, 19745, 19825, 19905, 19986, 20066, 2010)                                             |
| Уругвај           | Другопласирани у КОНМЕБОЛ групи       | 10. октобар 2017.   | 12 (1930, 1950, 1954, 1962, 1966, 1970, 1974, 1986, 1990, 2002, 2010, 2014)                                                 |
| Аргентина         | Трећепласирани у КОНМЕБОЛ групи       | 10. октобар 2017.   | 16 (1930, 1934, 1958, 1962, 1966, 1974, 1978, 1982, 1986, 1990, 1994, 1998, 2002, 2006, 2010, 2014)                         |
| Колумбија         | Четвртопласирани у КОНМЕБОЛ групи     | 10. октобар 2017.   | 5 (1962, 1990, 1994, 1998, 2014)                                                                                            |
| Португал          | Победник УЕФА групе Б                 | 10. октобар 2017.   | 6 (1966, 1986, 2002, 2006, 2010, 2014)                                                                                      |
| Француска         | Победник УЕФА групе А                 | 10. октобар 2017.   | 14 (1930, 1934, 1938, 1954, 1958, 1966, 1978, 1982, 1986, 1998, 2002, 2006, 2010, 2014)                                     |
| Панама            | Трећепласирани у КОНКАКАФ групи       | 10. октобар 2017.   | 0 (дебитант) |
| Сенегал           | Победник КАФ треће коло групе Д       | 10. новембар 2017.  | 1 (2002) |
| Мароко            | Победник КАФ треће коло групе Ц       | 11. новембар 2017.  | 4 (1970, 1986, 1994, 1998)                                                                                                  |
| Тунис             | Победник КАФ треће коло групе А       | 11. новембар 2017.  | 4 (1978, 1998, 2002, 2006)                                                                                                  |
| Хрватска          | Победник у УЕФА баражу                | 12. новембар 2017.  | 4 (1998, 2002, 2006, 2014)                                                                                                  |
| Швајцарска        | Победник у УЕФА баражу                | 12. новембар 2017.  | 10 (1934, 1938, 1950, 1954, 1962, 1966, 1994, 2006, 2010, 2014)                                                             |
| Шведска           | Победник у УЕФА баражу                | 13. новембар 2017.  | 11 (1934, 1938, 1950, 1958, 1970, 1974, 1978, 1990, 1994, 2002, 2006)                                                       |
| Данска            | Победник у УЕФА баражу                | 14. новембар 2017.  | 4 (1986, 1998, 2002, 2010)                                                                                                  |
| Перу              | Победник у баражу ОФК-КОНМЕБОЛ        | 15. новембар 2017.  | 4 (1930, 1970, 1978, 1982)                                                                                                  |
| Аустралија        | Победник у баражу КОНКАКАФ-АФК        | 15. новембар 2017.  | 4 (1974, 2006, 2010, 2014)                                                                                                  |

 Напомене:
1 Подебљана година означава првака у тој години
2 Коса година означава домаћина у тој години
3 као Совјетски Савез,
4 као Западна Немачка,
5 као Југославија,
6 као СР Југославија/Србија и Црна Гора.

## Квалификациони процес
На Свјетском првенству у фудбалу 2018. године учествује 32 репрезентације. На конгресу који је одржан 30. маја 2015. године у Цириху одлучено је да се квалификациони процес који је примјењен за првенство 2014. године буде исти и 2018 и 2022. године.
Одлучено је да се мјеста, кроз квалификације, додјеле конфедерацијама на следећи начин:
- Европа (УЕФА): 13 мјеста
- Африка (КАФ): 5 мјеста
- Азија (АФК): 4-5 мјеста
- Јужна Америка (КОНМЕБОЛ) 4-5 мјеста
- Сјеверна, Средња Америка и Кариби (КОНКАКАФ) 3-5 мјеста
- Домаћин: 1 мјесто
- Океанија: 0-1 мјесто

## Квалификације
| Конфедерација | Репрезентација стартовало | Репрезентације које су обезбедиле место | Елиминисане репрезентације | Укупан број места | Почетак квалификација | Крај квалификација |
| ------------- | ------------------------- | --------------------------------------- | -------------------------- | ----------------- | --------------------- | ------------------ |
| АФК           | 46                        | 5                                       | 41                         | 4-5               | 12. март 2015.        | 15. новембар 2017. |
| КАФ           | 54                        | 5                                       | 49                         | 5                 | 7. октобар 2015.      | 14. новембар 2017. |
| КОНКАКАФ      | 35                        | 3                                       | 32                         | 3-4               | 22. март 2015.        | 15. новембар 2017. |
| КОНМЕБОЛ      | 10                        | 5                                       | 5                          | 4-5               | 8. октобар 2015.      | 15. новембар 2017. |
| ОФК           | 11                        | 0                                       | 11                         | 0-1               | 31. август 2015.      | 15. новембар 2017. |
| УЕФА          | 54+1                      | 13+1                                    | 41                         | 14                | 4. септембар 2016.    | 14. новембар 2017. |
| Укупно        | 210+1                     | 31+1                                    | 179                        | 32                | 12. март 2015.        | 15. новембар 2017. |

### Азија
У квалификацијама у Азије (АФК) учествује 46 репрезентација за које је обезбеђено 4-5 мјеста на завршном турниру. Квалификације су састављене у 4 круга. Структура квалификација је следећа:
- Први круг: Укупно 12 репрезентација (рангирани од 35-46) су играли двоструки куп систем. Побједници се квалификују у други круг.
- Други круг: Укупно 40 репрезентација (рангирани од 1-34) и 6 побједничких репрезентација из првог круга су распоређени у осам група по 5 репрезентација које играју двоструки лига систем. Побједници сваке групе и 4 најбоље другопласиране репрезентације квалификују се у трећи круг као и за АФК азијски куп 2019.
- Трећи круг: Укупно 12 репрезентација побједница другог круга се распоређују у двије групе по 6 репрезентација које ће играти двоструки лига систем. Прва два тима из сваке групе ће се пласирати на Свјетско првенство у фудбалу 2018. а трећепласиране репрезентације ће се квалификовати у четврти круг.
- Четврти круг: Трећепласиране репрезентације из трећег круга играју двоструки куп систем. Побједник се квалификује на интерконтиненталне квалификације гдје ће играти против репрезентације из КОНКАКАФ зоне.

### Африка
У квалификацијама у Африци (КАФ) учествују 54 државе за које је обезбијеђено 5 мјеста на завршном турниру. Квалификације су састављене у три круга. Структура квалификација је следећа:
- Први круг: Укупно 26 репрезентација (рангирани од 28-53) ће играти двоструки куп систем. Побједници првог круга се квалификују у други круг.
- Други круг: Укупно 40 репрезентација (рангирани од 1 до 27 и 13 побједника првог круга) ће играти двоструки куп систем. побједници другог круга квалификују се у трећи круг.
- Трећи круг: Укупно 20 репрезентација побједница другог круга се распоређују у 5 група по 4 репрезентације које играју двоструки лига систем. Побједници свих 5 група ће се квалификовати на Свјетско првенство у фудбалу 2018.

Фудбалска репрезентација Зимбабвеа је елиминисана.

### Европа
У квалификацијама у Европи (УЕФА) учествују 52 земље за које је обезбеђено 13 места на завршном турниру. Русија као домаћин је директно квалификована. Репрезентације су подељене у седам група по шест екипа и двије групе од по 5 екипа које играју двоструки лига систем. Побједници сваке групе пласираће се на Свјетско првенство у фудбалу 2018., а осам најбољих другопласираних екипа ће играти плеј-оф. Побједници плеј-офа ће се такође пласирати на првенство.

### Јужна Америка
Структура квалификација је иста као и претходних 5 година. Десет репрезентација ће играти двоструки лига систем. Четири најбоље репрезентације ће се квалификовати на Свјетско првенство у фудбалу 2018. а пета репрезентације ће се квалификовати на интерконтиненталне квалификације гдје ће играти са репрезентацијом из ОФК зоне.

### Северна, Средња Америка и Кариби
У квалификацијама у Сјеверној — Средњој Америци и Карибима (КОНКАКАФ) учествује 35 земаља, од који се три квалификују директно на свјетско првенство а једна игра доигравање са екипом из Азије. Квалификације се састоје из 5 кругова:
- Први круг: Укупно 14 репрезентација (рангираних од 22 до 35) су играли двоструки куп систем. Побједници првог круга се квалификују у други круг.
- Други круг: Укупно 20 репрезентација (рангираних од 9 до 21 и 7 побједника првог круга) су играли двоструки куп систем. Побједници другог круга квалификују се у трећи круг.
- Трећи круг: Укупно 12 репрезентација (рангираних од 7 до 8 и 10 побједника другог круга) ће играти двоструки куп систем. Побједници трећег круга ће се квалификовати у четврти круг.
- Четврти круг: Укупно 12 репрезентација (рангираних од 1 до 6 и 6 побједника трећег круга) ће играти двоструки лига систем. Прве двије репрезентације сваке групе ће се квалификовати у пети круг.
- Пети круг: Укупно 6 репрезентација ће се налазити у једној групи које ће играти двоструки лига систем. Прве три репрезентације ће се квалификовати на Свјетско првенство у фудбалу 2018. а четврта репрезентација ће се квалификовати на интерконтиненталне квалификације гдје ће играти са репрезентацијом из Азије.

### Океанија
У квалификацијама у Океанији (ОФК) учествује 11, од којих једна репрезентација игра доигравање са репрезентацијом из КОНМЕБОЛ зоне.
Структура квалификација је следећа:
- Први круг: Америчка Самоа, Кукова Острва, Самоа и Тонга ће играти лига систем који ће се одржати у Тонги. Побједник првог круга квалификује се у други круг.
- Други круг: Укупно 8 репрезентација (Фиџи, Нова Каледонија, Нови Зеланд, Папуа Нова Гвинеја, Соломонова Острва, Тахити, Вануату и побједник првог круга) ће играти турнир који ће се одржати у једној земљи. Репрезентације су подјељене у двије групе по 4 репрезентације. Прве три репрезентације из сваке групе ће се квалификовати у трећи круг.
- Трећи круг: Укупно 6 репрезентације ће бити подјељено у двије групе по 3 репрезентације које ће играти двоструки лига систем. Побједници обе групе ће играти у финалу двоструки куп систем. Побједник финала ће се квалификовати на интерконтиненталне квалификације гдје ће играти са репрезентацијом из Јужне Америке.

### Интерконтиненталне квалификације
Интерконтиненталне квалификације би требало да се играју између 6. и 17. новембра 2017. године.
У овим квалификацијама играју репрезентација из Јужне Америке (КОНМЕБОЛ) против репрезентације из Океаније (ОФК), и репрезентација Азије (АФК) против репрезентације из Сјеверне, Средње Америке и Кариба (КОНКАКАФ).